# Chantal de Ridder
Chantal Alida Maria de Ridder (* 19. Januar 1989 in Leiden) ist eine niederländische Fußballspielerin.

## Vereinskarriere
De Ridder spielte in der Jugend beim VV Ter Leede und dem Club Foreholte in Voorhout. Anschließend war sie erneut bei Ter Leede aktiv, mit denen sie 2007 das Double aus Niederländischer Meisterschaft und Pokalsieg sowie den Supercup gewann. Mit Einführung der Eredivisie für Frauen wechselte sie danach zu AZ. Mit dem Alkmaarer Club gewann sie 2008 und 2009 erneut die Meisterschaft; in 39 Ligaspielen erzielte sie in diesen zwei Spielzeiten 15 Tore. Nach dem Rückzug von AZ aus der Ehrendivision wechselte sie zu Saisonbeginn 2011/12 in die Bundesliga zu Turbine Potsdam. Mit Turbine gewann sie 2012 die deutsche Meisterschaft. Im Dezember 2011 zog sich de Ridder eine schwere Knieverletzung zu, was drei Kreuzband-Operationen zur Folge hatte. Am 8. Januar 2013 löste sie ihren Vertrag in Potsdam auf und kehrte in die Niederlande zurück. Am 18. Januar 2013 unterschrieb de Ridder dann einen Zweieinhalbjahres-Vertrag mit dem AFC Ajax Amsterdam. Seitdem gewann sie mit dem Vereinzweimal die Meisterschaft und dreimal den nationalen Pokal.

## Nationalmannschaft
Schon während ihrer Zeit bei Foreholte spielte de Ridder in der U-17-Jugendauswahl des KNVB. In der U-19-Nationalmannschaft machte sie im September 2006 beim Qualifikationsturnier für die Europameisterschaft in Litauen im Match gegen Kroatien auf sich aufmerksam, als sie drei der acht Tore des Oranje-Teams erzielte. Auch 2008 spielte sie noch in der U-19, in der sie gegen Irland beim EM-Qualifikationsturnier in Spanien beide Tore zum 2:0-Sieg erzielte.
Zuvor hatte sie am 29. Juli 2007 in der A-Nationalmannschaft gegen Nordkorea debütiert; ihr erstes Tor für die A-Elf erzielte sie im Dezember 2008 bei einem 2:0-Sieg in Frankreich. Bei der Europameisterschaft 2009 in Finnland gehörte sie zum Kader der Niederländerinnen, die überraschend des Halbfinale erreichte.

## Erfolge

### Im Verein
- Niederländischer Meister 2007 (Ter Leede), 2008, 2009 (AZ Alkmaar), 2017, 2018 (Ajax)
- Niederländischer Pokal 2007 (Ter Leede), 2014, 2017, 2018 (Ajax)
- Niederländischer Supercup 2007 (Ter Leede)
- Torschützenkönigin der Eredivisie 2010, 2011
- Deutscher Meister 2012

### In der Nationalmannschaft
- Teilnahme an der EM-Endrunde 2009